# G-Force
G-Force er en amerikansk animationsfilm fra 2009. Det er ikke helt en animationsfilm, da den også har rigtige skuespillere med.

## Handling
En lille organisation har tophemmeligt trænet en flok gnavere til at være dygtige spioner og altså kunne infiltrere små områder. De kalder sig selv G-Force og har den rapkæftede våbenekspert Blaster med på holdet, den sexede kvindelige og snu karatemester Juarez, den overdynamiske holdleder Darwin og den spidsnæsede muldvarp Speckles, som har en stor hjerne og er hurtig på tastaturet. Tilsammen skal de nu redde verden fra vilde husholdningsmaskiner. Under missionen møder de en gnaver, der hedder Hurley – hans eneste ønske er at blive købt og få en familie. Udover at Hurley vil have en familie, elsker han mad og især kage.

## Musik til G-Force
- "Jump" – Flo Rida ft. Nelly Furtado
- "I've got a feeling" – Black eyed peas
- "Just dance" – Lady gaga

## Danske stemmer
- Darwin – Tomas Villum Jensen
- Juarez – Lene Nystrøm
- Speckles – Anders W. Berthelsen
- Hurley – Andreas Bo Pedersen
- Bucky – Allan Olsen
- Blaster – Uffe Holm
- Ben – Martin Greis

## Amerikanske medvirkende/stemmer
- Darwin – Sam Rockwell (stemme)
- Juarez – Penélope Cruz (stemme)
- Speckles – Nicolas Cage (stemme)
- Hurley – Jon Favreau (stemme)
- Bucky – Steve Buscemi (stemme)
- Blaster – Tracy Morgan (stemme)
- Leonard Saber – Bill Nighy
- Ben – Zach Galifianakis
- Kip Killian – Will Arnett
- Marcie – Kelli Garner